# وویوویتسه (استان اشوی‌داشکسیه)
وویوویتسه (به لهستانی: Łojowice) یک منطقهٔ مسکونی در لهستان است که در گمینا سامبوژتس واقع شده‌است. وویوویتسه ۲۳۰ نفر جمعیت دارد.